# Isydora Nawrocka
Isydora (Sydora) Andrijiwna Nawrocka, ukr. Ісидора Андріївна Навроцька (ur. 5 marca 1858 w Kotuzowie, zm. 5 marca 1952 w Przewoźcu) – ukraińska pisarka, współautorka almanachu Pierwszy wianek (1887).

## Życiorys
Przyszła na świat w rodzinie duchownego greckokatolickiego Andrija Nawrockiego. Była najmłodszym z 9 dzieci. Jej bratem był pisarz Wołodymyr Nawrocki. W domu uzyskała podstawowe wykształcenie, a następnie ukończyła szkołę specjalną.
W 1887 wyszła za mąż za Iwana Palijiwa, absolwenta lwowskiego Seminarium Duchownego. Pobrali się w Hołhoczu, gdzie duchownym był jej ojciec. Palijiwowie mieli czworo dzieci: Omelana, Dmytra (ur. 1896), który po latach był jednym ze współzałożycieli Ukraińskiej Organizacji Wojskowej, Wasyla oraz Kekyliję (Ciopę), która została pedagogiem. Rodzina osiadła w Wojniłowie, a Nawrocka stała się czołową postacią ruchu kobiecego w regionie. Prowadziła korespondencję z działaczami i działaczkami społecznymi, pisała do prasy. 
Za namową Iwana Franki napisała kilka esejów. Niektóre tworzyła pod pseudonimem Arodis. Jeden z nich Franko umieścił w wydawnictwie zbiorowym, które opublikował. W jednym z esejów wyrażał żal, że talent Nawrockiej został zmarnowany przez troski rodzinne i domowe. Nawrocka tworzyła głównie opowiadania. Jej tekst Złapane w sieć, umieszczony w almanachu Pierwszy wianek, pierwszym zbiorze tekstów kobiet ukraińskich wydanym przez Nataliję Kobrynską i Ołenę Pcziłkę, uzyskał pozytywną recenzję od Franki.